# قانون شيبارد تاونر
يعد قانون تعزيز رفاهية وصحة الأمومة والرضع المعروف باسم قانون شيبارد تاونر قانونًا في الولايات المتحدة تم سنه من قبل الكونجرس عام 1921، والذي كان ينص على تقديم التمويل اللازم لرعاية الأمومة والطفولة. تم طرح مشروع القانون من قِبل السناتور موريس شيبارد (من الحزب الديمقراطي) من ولاية تكساس والنائب هوراس مان تاونر (من الحزب الجمهوري) من ولاية أيوا. وفي يوم 23 نوفمبر من عام 1921 تم التوقيع على القانون من قِبل الرئيس وارن ج. هاردينج.
يعتبر قانون شيبارد هو الأول من نوعه من التشريعات التي تم سنها والتي تختص بالضمان الاجتماعي ويعد أيضاً بمثابة أول تشريع رئيسي تم التوصل إليه بعد بدأ الحراك نحو منح المرأة حقوقها الكاملة. ولعب هذا القانون دور أساسي في دعم قضايا المرأة حيث مثل قوة سياسية واقتصادية لدعم المرأة فبسبب هذا القانون تم تشكيل مكتب الولايات المتحدة الأمريكية للطفولة ولجنة الكونغرس المشتركة للمرأة المشكلة حديثًا. لعب القانون دورًا مهمًا في التوسع في برامج الصحة العامة والاهتمام الطبي بالحمل والولادة مما أدى إلى انخفاض معدلات وفيات الرضع. ويعد القانون هو الركيزة التي بدأت منها تشريعات الرعاية الاجتماعية في الولايات المتحدة الأمريكية في القرن العشرين.